# Lithophane sericata
Lithophane sericata là một loài bướm đêm trong họ Noctuidae.